# Châtenoy (Loiret)
Châtenoy – miejscowość i gmina we Francji, w Regionie Centralnym, w departamencie Loiret.
Według danych na rok 1990 gminę zamieszkiwało 295 osób, a gęstość zaludnienia wynosiła 11 osób/km² (wśród 1842 gmin Regionu Centralnego Châtenoy plasuje się na 846. miejscu pod względem liczby ludności, natomiast pod względem powierzchni na miejscu 429.).